# Új-zélandi denevérfélék
Az új-zélandi denevérek (Mystacinidae), az emlősök (Mammalia) osztályába, a denevérek (Chiroptera) rendjébe, a kis denevérek (Microchiroptera) alrendjébe tartozó  család. A családba az egyetlen Mystacina nem tartozik.

## Rendszerezés
A családba az alábbi nem és fajok tartoznak
- Mystacina (Gray, 1843) – 2 faj
  - Nagy új-zélandi denevér (Mystacina robusta) – kihalt
  - Új-zélandi denevér (Mystacina tuberculata)

## Külső hivatkozások
- Képek az interneten a új-zélandi denevérekről